# Хикори (Северна Каролина)
Хикори (енгл. Hickory) град је у америчкој савезној држави Северна Каролина.

## Демографија
По попису из 2010. године број становника је 40.010, што је 2.788 (7,5%) становника више него 2000. године.
| Група             | 2000.          | 2010.          |
| Белци             | 27.245 (73,2%) | 27.750 (69,4%) |
| Афроамериканци    | 5.243 (14,1%)  | 5.707 (14,3%)  |
| Азијати           | 1.450 (3,9%)   | 1.262 (3,2%)   |
| Хиспаноамериканци | 2.863 (7,7%)   | 4.544 (11,4%)  |
| Укупно            | 37.222         | 40.010         |